# Крајишник (Сечањ)
Крајишник (мађ. Istvánfölde, старо име Stefanföld) је насељено место у општини Сечањ, у Средњобанатском управном округу, у Србији. Према попису из 2022. било је 1.339 становника.

## Историја
Године 1660. први пут се помиње Шупљаја, у попису прилога за Пећку патријаршију (објавио професор Светозар Матић у "Гласнику Историјског друштва у Новом Саду" из 1931. и 1932. године), који је назван "Свети катастиг монастира светије и велике цркве Патријархије Пекске". Забележено је да су пописивачи који су купили добровољне прилоге и који су одсели код кнеза Боже у Итебеју, том приликом записали: "Шуплаја 1660 Приде к нам Радона и други Радона, Акимов брат, и принесоше от села 7 арђслан.". (Бранко Атлагић "Крајишник некад и сад" 1995. године).
Потом се помиње, под именом Stephansfeld, Szent István, Istvánáza 1796. године. Stephansfeld 1849. године. Istvánfõlde. Шупљаја 1922. године. Насеље је основао Загребачки каптол 1796. на пољу «шупље» у Јашатомићком (модошком) срезу насељавањем Немаца из Нове Пећи, Грапца и других торонталских општина и 106 сесијаша и 75 надничара чинили почетак.
За исте основана је 1797. парохија и подигнута црква посвећена Св. Стефану и отуда име Стефанфелд. 1873. Шупљаја је добила пошту. 1892. бушен је први артески бунар.
Село се први пут помиње, под именом Шупљаја, у катастигу (попису дародаваца) пећке патријаршије 1660. године. Село је тада, као и данас, било насељено Србима. Крајем осамнаестог века, Марија Терезија, желећи да изврши што већу германизацију ових области, насељава у Банат немачке колонисте. Они мењају име села у Стефансфелд. У периодима када је овај део Баната био под јурисдикцијом Пеште, коришћена је и мађарска варијанта Иштванфелд. Након слома Аустроугарске и присаједињења Војводине Краљевини Србији, 1918. године, нове власти враћају стари српски назив Шупљаја. Након капитулације краљевине Југославије 1941. године, и присаједињења Баната Трећем рајху, немачки окупатори поново мењају име и враћају немачки назив Стефансфелд. Капитулацијом Трећег рајха, немачко становништво се расељава, а Срби из околних села враћају назив Шупљаја, који убрзо по досељењу, колонисти из Босанске Крајине, Баније, Кордуна и Лике поново мењају, и желећи да их назив села подсећа на постојбину, дају му садашње име Крајишник.

## Демографија
Кретање броја становника:
- 1869: 2.329
- 1900: 2.344
- 1910: 2.445

У насељу Крајишник живи 1825 пунолетних становника, а просечна старост становништва износи 42,5 година (40,3 код мушкараца и 44,6 код жена). У насељу има 869 домаћинстава, а просечан број чланова по домаћинству је 2,58 (попис 2002).
Ово насеље је великим делом насељено Србима (према попису из 2002. године), а у последња четири пописа, примећен је пад у броју становника.
|  |

| Демографија | Демографија | Демографија |
| Година      | Становника  | Становника  |
| ----------- | ----------- | ----------- |
| 1948.       | 3.926       |             |
| 1953.       | 3.733       |             |
| 1961.       | 3.357       |             |
| 1971.       | 2.712       |             |
| 1981.       | 2.495       |             |
| 1991.       | 2.428       | 2.397       |
| 2002.       | 2.241       | 2.341       |
| 2011.       | 1.729       |             |

| Етнички састав према попису из 2002.‍ | Етнички састав према попису из 2002.‍ | Етнички састав према попису из 2002.‍ | Етнички састав према попису из 2002.‍ | Етнички састав према попису из 2002.‍ |
| ------------------------------------ | ------------------------------------ | ------------------------------------ | ------------------------------------ | ------------------------------------ |
|                                      |                                      |                                      |                                      |                                      |
| Срби                                 | Срби                                 |                                      | 2.058                                | 91,83%                               |
| Роми                                 | Роми                                 |                                      | 92                                   | 4,10%                                |
| Југословени                          | Југословени                          |                                      | 16                                   | 0,71%                                |
| Мађари                               | Мађари                               |                                      | 12                                   | 0,53%                                |
| Црногорци                            | Црногорци                            |                                      | 5                                    | 0,22%                                |
| Румуни                               | Румуни                               |                                      | 4                                    | 0,17%                                |
| Хрвати                               | Хрвати                               |                                      | 3                                    | 0,13%                                |
| Македонци                            | Македонци                            |                                      | 2                                    | 0,08%                                |
| Немци                                | Немци                                |                                      | 1                                    | 0,04%                                |
| Муслимани                            | Муслимани                            |                                      | 1                                    | 0,04%                                |
| Бугари                               | Бугари                               |                                      | 1                                    | 0,04%                                |
| Бошњаци                              | Бошњаци                              |                                      | 1                                    | 0,04%                                |
| непознато                            | непознато                            |                                      | 2                                    | 0,08%                                |

| \| \| м \| \| \| ж \| \| ? \| 6 \| \| \| 2 \| \| 80+ \| 16 \| \| \| 35 \| \| 75—79 \| 26 \| \| \| 67 \| \| 70—74 \| 62 \| \| \| 93 \| \| 65—69 \| 78 \| \| \| 106 \| \| 60—64 \| 69 \| \| \| 73 \| \| 55—59 \| 41 \| \| \| 48 \| \| 50—54 \| 90 \| \| \| 75 \| \| 45—49 \| 98 \| \| \| 103 \| \| 40—44 \| 85 \| \| \| 66 \| \| 35—39 \| 61 \| \| \| 89 \| \| 30—34 \| 58 \| \| \| 60 \| \| 25—29 \| 55 \| \| \| 60 \| \| 20—24 \| 85 \| \| \| 55 \| \| 15—19 \| 83 \| \| \| 73 \| \| 10—14 \| 69 \| \| \| 52 \| \| 5—9 \| 64 \| \| \| 62 \| \| 0—4 \| 34 \| \| \| 42 \| \| Просек : \| 40,3 \| \| \| 44,6 \| |      |  |  |      |
| |      |  |  |      |
| | м    |  |  | ж    |
| ? | 6    |  |  | 2    |
| 80+ | 16   |  |  | 35   |
| 75—79 | 26   |  |  | 67   |
| 70—74 | 62   |  |  | 93   |
| 65—69 | 78   |  |  | 106  |
| 60—64 | 69   |  |  | 73   |
| 55—59 | 41   |  |  | 48   |
| 50—54 | 90   |  |  | 75   |
| 45—49 | 98   |  |  | 103  |
| 40—44 | 85   |  |  | 66   |
| 35—39 | 61   |  |  | 89   |
| 30—34 | 58   |  |  | 60   |
| 25—29 | 55   |  |  | 60   |
| 20—24 | 85   |  |  | 55   |
| 15—19 | 83   |  |  | 73   |
| 10—14 | 69   |  |  | 52   |
| 5—9 | 64   |  |  | 62   |
| 0—4 | 34   |  |  | 42   |
| Просек : | 40,3 |  |  | 44,6 |

| Година пописа     | 1948. | 1953. | 1961. | 1971. | 1981. | 1991. | 2002. |
| ----------------- | ----- | ----- | ----- | ----- | ----- | ----- | ----- |
| Број домаћинстава | 654   | 685   | 789   | 771   | 777   | 815   | 869   |

| Број чланова      | 1   | 2   | 3   | 4   | 5  | 6  | 7 | 8 | 9 | 10 и више | Просек |
| ----------------- | --- | --- | --- | --- | -- | -- | - | - | - | --------- | ------ |
| Број домаћинстава | 222 | 253 | 149 | 177 | 54 | 10 | 4 | 0 | 0 | 0         | 2,58   |

| Пол    | Укупно | Неожењен/Неудата | Ожењен/Удата | Удовац/Удовица | Разведен/Разведена | Непознато |
| ------ | ------ | ---------------- | ------------ | -------------- | ------------------ | --------- |
| Мушки  | 913    | 283              | 570          | 46             | 14                 | 0         |
| Женски | 1.005  | 182              | 569          | 227            | 24                 | 3         |
| УКУПНО | 1.918  | 465              | 1.139        | 273            | 38                 | 3         |

| Пол    | Укупно                    | Пољопривреда, лов и шумарство | Рибарство                            | Вађење руде и камена | Прерађивачка индустрија       |
| ------ | ------------------------- | ----------------------------- | ------------------------------------ | -------------------- | ----------------------------- |
| Мушки  | 399                       | 191                           | 3                                    | 1                    | 112                           |
| Женски | 259                       | 55                            | 0                                    | 0                    | 108                           |
| Укупно | 658                       | 246                           | 3                                    | 1                    | 220                           |
|        |                           |                               |                                      |                      |                               |
| Пол    | Производња и снабдевање   | Грађевинарство                | Трговина                             | Хотели и ресторани   | Саобраћај, складиштење и везе |
| Мушки  | 3                         | 8                             | 19                                   | 12                   | 23                            |
| Женски | 2                         | 3                             | 22                                   | 11                   | 4                             |
| Укупно | 5                         | 11                            | 41                                   | 23                   | 27                            |
|        |                           |                               |                                      |                      |                               |
| Пол    | Финансијско посредовање   | Некретнине                    | Државна управа и одбрана             | Образовање           | Здравствени и социјални рад   |
| Мушки  | 1                         | 2                             | 8                                    | 5                    | 3                             |
| Женски | 3                         | 2                             | 4                                    | 18                   | 21                            |
| Укупно | 4                         | 4                             | 12                                   | 23                   | 24                            |
|        |                           |                               |                                      |                      |                               |
| Пол    | Остале услужне активности | Приватна домаћинства          | Екстериторијалне организације и тела | Непознато            | Непознато                     |
| Мушки  | 2                         | 0                             | 0                                    | 6                    | 6                             |
| Женски | 3                         | 0                             | 0                                    | 3                    | 3                             |
| Укупно | 5                         | 0                             | 0                                    | 9                    | 9                             |